# لوسی کریستیان
لوسی کریستیان (به انگلیسی: Luci Christian) (زاده ۱۸ مارس ۱۹۷۳) بازیگر آمریکایی است.
از کارهای معروف او می‌توان به بازی در فیلم جنگل کوچک اشاره کرد.